# Alpha-1-antitrypsine
L'alpha-1-antitrypsine ou α1-antitrypsine (A1AT) est un inhibiteur de la sérine protéase (serpine). Elle protège les tissus contre des enzymes produites par des cellules inflammatoires, particulièrement l'élastase. On la trouve dans le sang humain à des taux de 0,9 à 1,5 gramme/litre. Sa carence est une cause d'emphysème et de cirrhose.

## Fonction
Elle fait partie de la famille des serpines comme l'alpha-1-antichymotrypsine, l'inhibiteur du C1, l'antithrombine et la neuroserpine. Le déficit de l'une de ces protéines étant responsable d'une serpinopathie.
L'alpha-1-antitrypsine est une protéine sécrétée par le foie. Elle est présente dans le sang, pour aller vers les poumons, pour s'opposer à l'action d'une enzyme, l'élastase. Cette enzyme-là est libérée par les leucocytes en cas d'infection, par exemple.

## Rôle dans les maladies
Un déficit peut causer un emphysème pulmonaire : l'action de l'élastase n'est plus inhibée. Elle peut alors détruire le tissu pulmonaire sans en être empêchée.
La carence en alpha-1-antitrypsine cause dans 15 % des cas une cirrhose.
Il peut exister une élévation de sa clairance lors d'une diarrhée motrice d'origine exsudative.

## Génétique
Le gène est appelé SERPINA1.
La mutation la plus fréquente de ce dernier exprime une forme repliée de cet enzyme, s'accumulant en intracellulaire et ne permettant pas son excrétion dans le sang.